# گولوبراد
گولوبراد (به بلغاری: Golobrad) یک منطقهٔ مسکونی در بلغارستان است که در شهرستان آردینو واقع شده‌است.
 گولوبراد ۳٫۵۴۷ کیلومتر مربع مساحت و ۱۵۱ نفر جمعیت دارد.